# Type 052B (lớp tàu khu trục)
Tàu khu trục lớpType 052B (hay còn gọi là lớp Quảng Châu, tên hiệu NATO: Lớp Lư Dương I) là một lớp tàu khu trục tên lửa đa năng do Cộng hòa Nhân dân Trung Hoa thiết kế và chế tạo. Có hai tàu đã được đóng, là Quảng Châu (số hiệu 168) và Vũ Hán (169). Cả hai được đưa vào biên chế hồi tháng 7 năm 2004. Lớp này có vỏ tàu thiết kế tính năng tàng hình và cải thiện đáng kể hệ thống phòng không. Những con tàu này đại diện cho một cải tiến lớn so với các tàu thế hệ cũ và phản ánh nhu cầu của kế hoạch để có một tàu khu trục hiện đại.

## Chương trình
Tàu khu trục mang tên lửa đa năng lớp Type 052B đã được Xưởng đóng tàu chiến đầu tiên của Trung Quốc xây dựng nhàm mục đích phòng không. Quảng Châu được xây dựng với công nghệ của Nga đáng kể bao gồm cả các hệ thống tên lửa phòng không do Nga chế tạo: 9M38 Buk-M1-2 (tên mã NATO: SA-N-12 Grizzly), một vũ khí cực kỳ hiệu quả trong hệ thống phòng thủ với phạm vi 38 km. Hầu hết các nhà phân tích quân sự mong đợi các lớp Quảng Châu để được tương tự như các tàu khu trục lớp Nga, Sovremenny về hiệu suất chung.